# Bruttig-Fankel
Bruttig-Fankel település Németországban, Rajna-vidék-Pfalz tartományban. Lakosainak száma 1131 fő (2023. december 31.). Bruttig-Fankel Altstrimmig és Ellenz-Poltersdorf községekkel határos.

## Népesség
A település népességének változása:
| Lakosok száma | 1112 | 1078 | 1084 | 1085 | 1159 | 1131 |
|               | 1975 | 2017 | 2019 | 2021 | 2022 | 2023 |